# El Huixmí
El Huixmí är en ort i Mexiko.   Den ligger i kommunen Pachuca de Soto och delstaten Hidalgo, i den sydöstra delen av landet, 80 km norr om huvudstaden Mexico City. El Huixmí ligger 2 458 meter över havet och antalet invånare är 2 567.
Terrängen runt El Huixmí är kuperad åt nordväst, men åt sydost är den platt. Runt El Huixmí är det tätbefolkat, med 982 invånare per kvadratkilometer. Närmaste större samhälle är Pachuca de Soto, 10,1 km nordost om El Huixmí. Omgivningarna runt El Huixmí är i huvudsak ett öppet busklandskap.